# 永嶌花音
永嶌 花音（ながしま かのん、1995年6月21日 - ）は、日本の女優、声優。

## 出演
太字はメインキャラクター。

### 映画
- オペレッタ狸御殿（豆狸）

### テレビアニメ
- ミチコとハッチン

### 劇場アニメ
- ふるさと-JAPAN（アキラの妹〈柳沢れい子〉）
- ブレイブ・ストーリー（芦川アヤ）
- 大ちゃん、だいすき。（2007年、まい）

### 吹き替え
- アイス・プリンセス
- アベンジャーズ
- WITHOUT A TRACE/FBI 失踪者を追え!（ハンナ）
- 気分はぐるぐる
- ゼア・ウィル・ビー・ブラッド（メアリー・サンデー）
- ダウト〜あるカトリック学校で〜
- 魔法の木 なかよしのくつ（アーニャ）
- めぐりあう時間たち
- ラマになった王様2 クロンクのノリノリ大作戦
- リトル・アインシュタイン（ジューン）